# Vättern (södra)
Vättern (södra) este o arie protejată (arie specială de conservare — SAC, sit de importanță comunitară — SCI) din Suedia întinsă pe o suprafață de 49.510,5 ha, integral pe uscat.

## Localizare
Centrul sitului Vättern (södra) este situat la coordonatele 58°00′05″N 14°17′30″E / 58.0013°N 14.2917°E.

## Înființare
Situl Vättern (södra) a fost declarat sit de importanță comunitară în decembrie 1998 pentru a proteja 2 specii de animale. Situl a fost protejat și ca arie specială de conservare în martie 2011.

## Biodiversitate
Situată în ecoregiunea boreală, aria protejată conține 2 habitate naturale: Ape stătătoare oligotrofe până la mezotrofe, cu vegetație de Littorelletea uniflorae și/sau de Isoëto-Nanojuncetea, Ape puternic oligomezotrofe cu vegetație bentonică cu Chara spp..
La baza desemnării sitului se află mai multe specii protejate de  pești (2): zvârluga (Cobitis taenia), zglăvoacă (Cottus gobio).